# Tropicana Field
Tropicana Field is sinds 1998 het honkbalstadion van de Tampa Bay Rays uitkomend in de Major League Baseball.
Tropicana Field opende zijn deuren, onder de naam Florida Suncoast Dome op 3 maart 1990. Het stadion staat in de stad Saint Petersburg, Florida. Het stadion heeft de bijnaam The Trop. De jaarlijkse Major League Baseball All-Star Game werd tot op heden nog nooit in dit stadion gehouden.
De honkbalclub Tampa Bay Rays is de vaste bespeler van het stadion, waar eerder ook andere sportclubs te zien waren. Zoals de Americanfootballclub Tampa Bay Storm uitkomend in de Arena Football League (niet te verwarren met de vroegere American Football League) die hier van 1991 tot en met 1996 speelde. Verder speelde hier van 1993 tot en met 1996 de ijshockeyclub Tampa Bay Lightning (NHL) hun wedstrijden.
Ook vindt hier sinds 2008 ieder jaar in december de St. Petersburg Bowl (NCAA) plaats. Dit is een wedstrijd college football (American football).

## Feiten
- Geopend: 3 maart 1990
- Ondergrond: Kunstgras (Shaw Sports Turf)
- Constructiekosten: 130 miljoen US $
- Architect(en): Populous (voorheen HOK Sport) / Criswell, Blizzard & Blouin Architects / Lescher & Mahoney Sports
- Bouwer(s): John A. Martin & Associates / Geiger Engineers P.C.
- Capaciteit: 31.042 - 42.735 (met dekzijl afgedekte stoelen) (2017)
- Adres: Tropicana Field, 1 Tropicana Drive, St. Petersburg, FL 33705 (U.S.A.)

## Veldafmetingen honkbal
- Left Field: 315 feet (96 meter)
- Left Center: 370 feet (112,8 meter)
- Center Field: 404 feet (123,1 meter)
- Right Center: 370 feet (112,8 meter)
- Right Field: 322 feet (98,1 meter)